# Семпл, Джок
Джон Данкан "Джок" Семпл (англ. John Duncan "Jock" Semple) (26 октября 1903 — 10 марта 1988) — шотландский американец, бегун, физиотерапевт, тренер и спортивный чиновник.
Мировая известность пришла к нему в 1967 году, когда он, находясь на трассе Бостонского марафона в качестве организатора, попытался сорвать номер с груди Катрин Швитцер, которой удалось зарегистрироваться на забег вопреки действующему в то время запрету на участие женщин. Впоследствии именно он курировал введение квалификационного времени для отбора на Бостонский марафон в 1970 году и официальный допуск женщин до участия в марафоне в 1972.

## Биография и карьера
Джон Семпл родился в Глазго. В 1921 эмигрировал в США, работал краснодеревщиком в Филадельфии. После того как пробежал свой первый Бостонский марафон, переехал в Бостон и начал работать в околоспортивных кругах – был массажистом и физиотерапевтом хоккейной команды Бостон Брюинз, баскетбольной команды Бостон Селтикс, тренировал олимпийцев.
Широкой аудитории Семпл стал известен, став одним из директоров Бостонского марафона. Одной из его излюбленных привычек было нападать на участников забега, которые казались ему «несерьезными», вне зависимости от того, зарегистрировались они на марафон официально или бежали без номера. В интервью 1968 года журналу Sports Illustrated он называл их «чудаками», «ненормальными», «мальчиками из массачусетского технологического университета», «личностями из Тафтса», «типами из гарварда».  По словам его коллеги Уилла Клоуни, «он набрасывался на них не только всем своим телом, но и всеми известными ему эпитетами. Джок всегда выбирал наиболее подходящее для случая орудие». В 1957 Семпл чудом избежал ареста за рукоприкладство, когда решил нейтрализовать бегуна, намеревающегося бежать в ластах и маске для подводного плавания.
На Бостонском марафоне 1967 года Бобби Гибб бежала неофициально и финишировала без номера, как и годом ранее, потому что женщины не допускались к участию в марафоне. Когда еще одна женщина, Катрин Швитцер, официально зарегистрировалась на гонку, нарушив существующие правила, Семпл попытался остановить её, когда она уже бежала по трассе. Фотографии, запечатлевшие попытку Семпла сорвать с Швитцер беговой номер, получили широкое распространение в СМИ . По словам Швитцер, Семпл пытался силой увести её с трассы и потребовал, чтобы она «вернула номер и убиралась к черту с его марафона». Том Миллер - бойфренд Швитцер, бежавший вместе с ней - отшвырнул Семпла и не дал ему возможности помешать Катрин. Фотографии этого инцидента попали на первые страницы ведущих изданий мира.
Впоследствии Семпл изменил свою позицию касательно участия женщин в марафоне. По словам Марии Баккер, ставшей организатором Бостонского марафона после Семпла, "как только правила были изменены и женщинам было разрешено участвовать в марафоне, Джок стал их ярым сторонником. Его взгляды очень прогрессировали". Через какое-то время Семпл и Швитцер публично помирились.
В 1981 Семпл выпустил автобиографию под названием "Зовите меня просто Джок". В 1985 его включили в Зал славы Американской ассоциации бегунов на длинные дистанции .
Семпл умер от рака печени и поджелудочной железы. В его честь была учреждена особая награда «The Jock Semple Award», которую сейчас присуждают организаторы Бостонского марафона - Бостонская Легкоатлетическая Ассоциация.